# Cratojoppa maculata
Cratojoppa maculata är en stekelart som beskrevs av Cameron 1907. Cratojoppa maculata ingår i släktet Cratojoppa och familjen brokparasitsteklar. Inga underarter finns listade i Catalogue of Life.